# Nushki
Nushki (Urdu e Balúchi: نوشکی‎) é uma cidade e distrito do Paquistão localizada na província do Baluchistão.